# أتاري 800
أتاري 800 (بالإنجليزية: Atari 800)‏ هو كمبيوتر منزلي صنعته أتاري، استنادًا إلى المعالج الدقيق 6502 والذي، بعد وقت قصير من إطلاقه في نوفمبر 1979، كان يعتبر علامة فارقة في تاريخ أجهزة الكمبيوتر المنزلية. سهّل تصميمها سهل الاستخدام وبنيتها القوية على المستخدمين عديمي الخبرة البدء في استخدام تكنولوجيا الكمبيوتر، والتي كانت حتى ذلك الحين حكراً على المتخصصين.
تم عرض أتاري 800 في البداية في أعمال الطلبات البريدية الأمريكية منذ نهاية عام 1979 - تلقت سلسلة المتاجر الكبرى سيرس الإصدارات الأولى في نوفمبر 1979. وبسعر 899 دولارًا، تم الإعلان عنها على أنها «كمبيوتر خالٍ من الزمن» بسبب توسعها القدرات والتدقيق في المستقبل. بعد العديد من أوجه التعاون في قطاع التعليم التي بدأها أتاري، وإصدار أفلام شباك التذاكر مثل ستار رايدرز [الإنجليزية]، وتوسيع شبكة وكلاء أتاري، نجحت الشركة في زيادة ظهورها بشكل مطرد. أدى التوسع في أوروبا إلى زيادة المبيعات من منتصف عام 1981، والتي بلغت ذروتها في ريادة أتاري في السوق حتى نهاية عام 1982.
توقف إنتاج أتاري 800 في منتصف عام 1983، في نفس الوقت تقريبًا الذي تم فيه الإعلان عن طرازي أتاري 600 إكس إل وأتاري 800 إكس إل. بما في ذلك مبيعات الأسهم التي استمرت حتى بداية عام 1985، تم بيع ما مجموعه حوالي مليوني وحدة من طرازي الكمبيوتر أتاري 400 و800. وصفته صحيفة اذا غارديان بأنه واحد من أعظم 20 جهاز كمبيوتر منزلي على الإطلاق في سبتمبر 2020. أطلقت عليه مجلة بي سي «نظام ألعاب الفيديو الجيل التالي القاتل مع رسومات فائقة وقدرات صوتية في وقت إصدارها.»